# John Pasquin
John Pasquin (30 novembre 1944) est un réalisateur, producteur, acteur et scénariste américain.

## Filmographie

### Comme réalisateur
- 1976 : Alice (série télévisée)
- 1981 : Allô Nelly bobo (Gimme a Break!) (série télévisée)
- 1982 : Sacrée Famille (Family Ties) (série télévisée)
- 1982 : Newhart (série télévisée)
- 1984 : It's Your Move (série télévisée)
- 1985 : Quoi de neuf, docteur ? (Growing Pains) (série télévisée)
- 1986 : The Cavanaughs (série télévisée)
- 1987 : Génération Pub (thirtysomething) (série télévisée)
- 1989 : Out on the Edge (TV)
- 1990 : Going Places (en) (série télévisée)
- 1991 : Cauchemar (Don't Touch My Daughter) (TV)
- 1991 : My Life and Times (série télévisée)
- 1991 : Papa bricole (Home Improvement) (série télévisée)
- 1994 : Super Noël (The Santa Clause)
- 1997 : Un Indien à New York (Jungle 2 Jungle)
- 1997 : Un pasteur d'enfer (Soul Man) (série télévisée)
- 1998 : Carson's Vertical Suburbia (TV)
- 1999 : Small World
- 1999 : The First Gentleman (TV)
- 1999 : Payne (série télévisée)
- 2001 : Super papa (Joe Somebody)
- 2002 : America's Most Terrible Things (TV)
- 2003 : Untitled Dan Finnerty Project (TV)
- 2005 : Miss FBI : divinement armée (Miss Congeniality 2: Armed & Fabulous)

### Comme producteur
- 1996 : Buddies (série télévisée)
- 2003 : Une famille du tonnerre (George Lopez) (série télévisée)

### Comme acteur
- 1994 : Super Noël (The Santa Clause) : Santa #6
- 1997 : Un Indien à New York (Jungle 2 Jungle) : Bearded Man in Times Square